# 喀什站

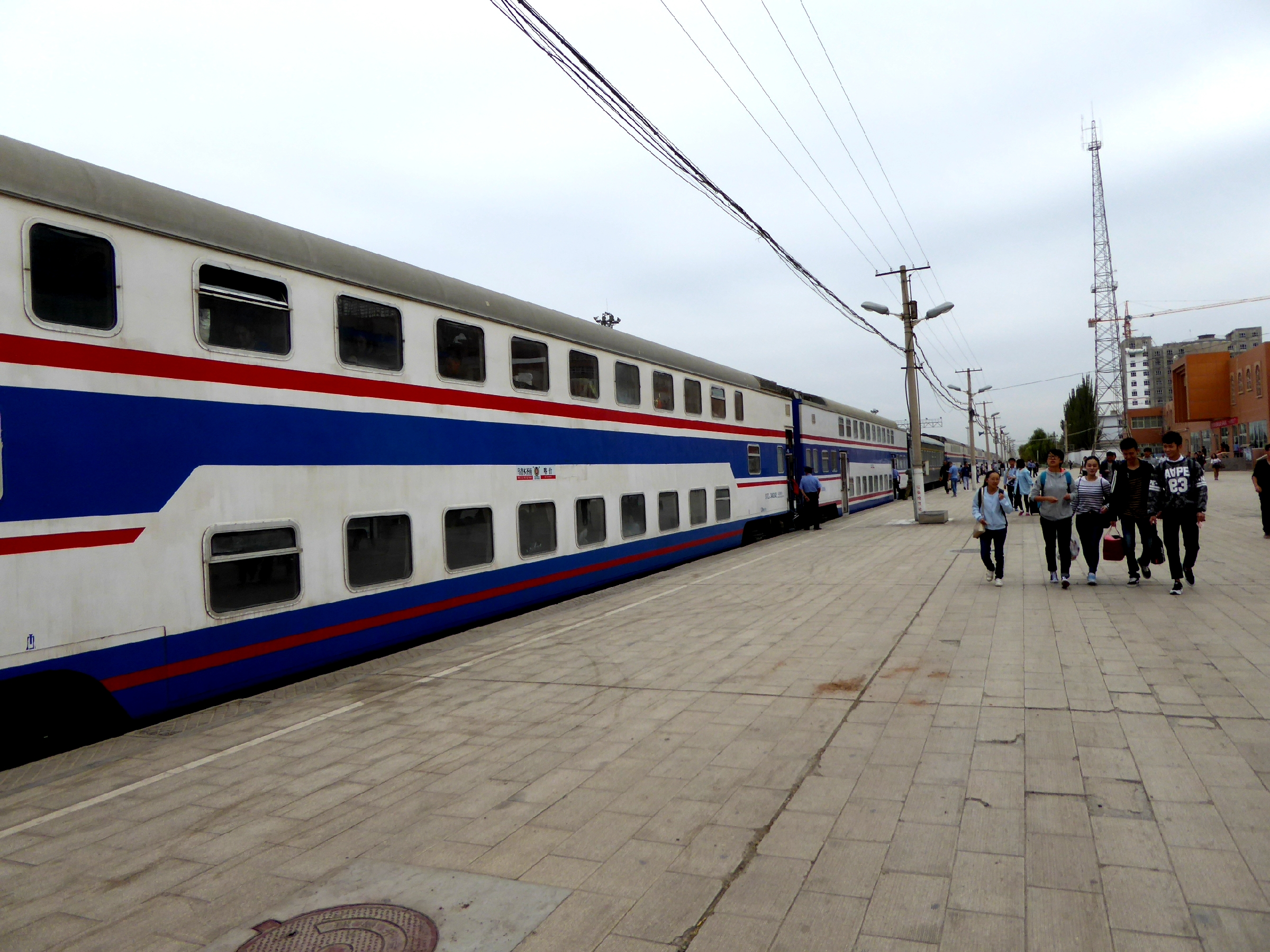
月台

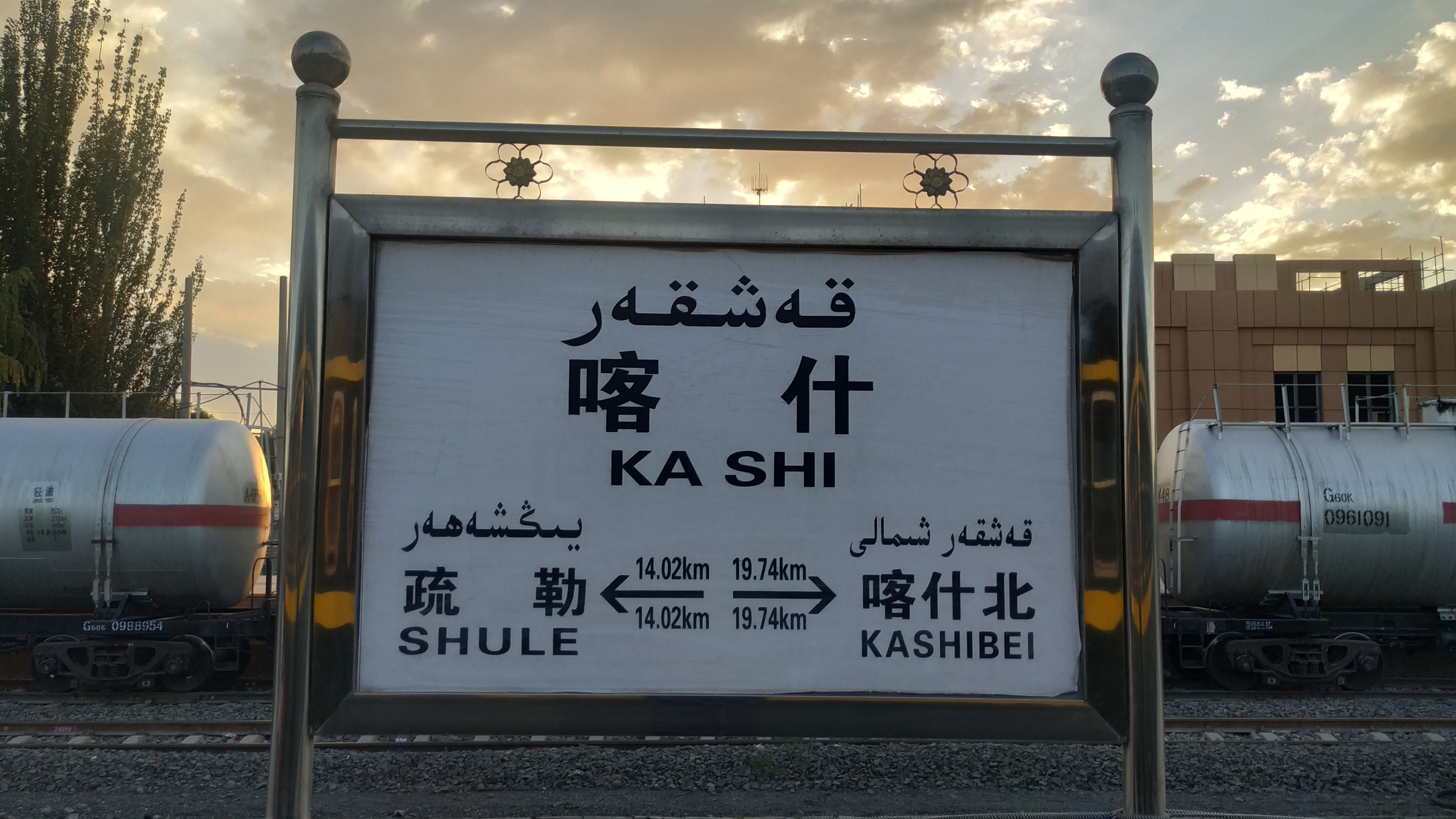
站牌

喀什站（維吾爾語：قەشقەر بېكىتى‎，拉丁维文：Qeshqer bëkiti），位于中华人民共和国新疆维吾尔自治区喀什地区喀什市，是南疆铁路、喀和铁路上的火车站，建于1999年，由中国铁路乌鲁木齐局集团管辖。

## 車站周邊
- 喀什汽车客运南站
- 香妃墓
- 喀什市农业机械化技术学校
- 浩罕乡艾孜来提中心小学

## 歷史
- 建于1999年[3]。

## 外部連結
- 维基共享资源上的相關多媒體資源：喀什站
- 中国铁路客户服务中心（页面存档备份，存于）